# Anja Schneiderheinze
Anja Schneiderheinze (née le 8 avril 1978 à Erfurt) est une bobeuse allemande. En tant que freineuse, elle est championne olympique en 2006 et championne du monde en 2005. En tant que pilote, elle est championne du monde en 2016.

## Palmarès

### Jeux olympiques
- Jeux olympiques d'hiver de 2006 à Turin  Italie
  -  Médaille d'or en bob à deux.
- Jeux olympiques d'hiver de 2014 à Sotchi  Russie
  - 10e en bob à deux.

### Championnats du monde
- Championnats du monde de 2005 à Calgary
  -  Médaille d'or en bob à deux.
- Championnats du monde de2004 à Königssee
  -  Médaille d'argent en bob à deux.
- Championnats du monde de 2015 à Winterberg
  -  Médaille d'argent en bob à deux.
  -  Médaille d'argent par équipes mixtes.
- Championnats du monde de 2016 à Igls
  -  Médaille d'argent en bob à deux.
  -  Médaille d'argent par équipes mixtes.

### Coupe du monde
- Meilleur classement général : 2e en 2012.
- 30 podiums  : 
  - en bob à 2 : 13 victoires, 10 deuxièmes places et 7 troisièmes places.
- 3 podiums en équipe mixte : 3 deuxièmes places.

#### Détails des victoires en Coupe du monde
| Édition   | Bob à 2                               |
| 2003-2004 | Calgary Lake Placid Lillehammer       |
| 2004-2005 | Winterberg Lake Placid                |
| 2005-2006 | Calgary Lake Placid Cortina d'Ampezzo |
| 2006-2007 | Igls Césane                           |
| 2011-2012 | Igls Saint-Moritz                     |
| 2014-2015 | Saint-Moritz                          |